# Joan Shawlee
Joan Shawlee est une actrice américaine, née le 5 mars 1926 à Forest Hills (État de New York), et morte le 22 mars 1987 à Hollywood (Californie). Elle est parfois créditée Joan Fulton au générique.

## Filmographie
- 1945 : Notre cher amour (This Love of Ours) de William Dieterle : Chorus girl
- 1945 : La Taverne du cheval rouge (Frontier Gal) de Charles Lamont : Hôtesse
- 1946 : Idea Girl : Mabel
- 1946 : Swing High, Swing Sweet
- 1946 : House of Horrors : Stella McNally
- 1946 : The Runaround : Mamie aka Baby Willis
- 1946 : Inside Job : Ruth
- 1946 : Le Retour à l'amour (Lover Come Back) de William A. Seiter : Janie
- 1946 : Tanger (Tangier), de George Waggner
- 1946 : Cuban Pete : Ann
- 1946 : White Tie and Tails : Virgie
- 1947 : I'll Be Yours : Blonde
- 1947 : Schéhérazade (Song of Scheherazade) : French girl
- 1947 : The Michigan Kid : Soubrette
- 1947 : Deux Nigauds démobilisés (Buck Privates Come Home) : Sylvia Hunter
- 1947 : The Vigilantes Return : Ben's Girl
- 1950 : Femmes préhistoriques (Prehistoric Women) de Gregg Tallas: Lotee
- 1950 : Dans l'ombre de San Francisco (Woman on the Run) : Blonde
- 1951 : Les Coulisses de Broadway (Two Tickets to Broadway) : Tall Brunette in Boarding House
- 1952 : The Abbott and Costello Show (série télévisée) : Various supporting roles
- 1952 : Je retourne chez maman (The Marrying Kind) de George Cukor : Party Guest-Dancer
- 1952 : Something for the Birds : Woman in station
- 1952 : Sans ton amour (Because of You) : Autograph seeker
- 1953 : All Ashore : Hedy
- 1953 : Loose in London : Tall girl
- 1953 : Tant qu'il y aura des hommes (From Here to Eternity) de Fred Zinnemann : Sandra
- 1954 : Pride of the Blue Grass : Mrs. Casey
- 1954 : La Grande Nuit de Casanova (Casanova's Big Night) : Beatrice D'Brizzi
- 1954 : Romance sans lendemain (About Mrs. Leslie) de Daniel Mann : fille au nightclub
- 1954 : Francis Joins the WACS : Sgt. Kipp
- 1954 : Une étoile est née (A Star Is Born) : Announcer
- 1955 : Born for Trouble
- 1955 : Bowery to Bagdad : Velma aka Cindy Lou Calhoun
- 1955 : La Conquête de l'espace (Conquest of Space), de Byron Haskin : Rosie
- 1956 : The Adventures of Aggie (série télévisée) : Aggie
- 1957 : L'Adieu aux armes (A Farewell to Arms) : Nurse
- 1959 : Certains l'aiment chaud (Some Like It Hot) : Sweet Sue
- 1959 : The Betty Hutton Show (série télévisée) : Lorna (1959-60)
- 1960 : La Garçonnière (The Apartment) : Sylvia
- 1963 : Ma femme est sans critique (Critic's Choice) de Don Weis : Marge Orr
- 1963 : Irma la Douce : Amazon Annie
- 1964 : Guerillas in Pink Lace
- 1966 : Les Anges sauvages (The Wild Angels) : Momma Monahan
- 1967 : The Reluctant Astronaut (en) d'Edward Montagne (en) : Blonde in Bar
- 1967 : L'Affaire Al Capone (The St. Valentine's Day Massacre) : Edna, Frank's Girlfriend
- 1967 : Tony Rome est dangereux (Tony Rome) : Fat Candy
- 1968 : Le Grand Frisson (Live a Little, Love a Little), de Norman Taurog : La mère de Robbie
- 1968 : Something for a Lonely Man (en) (TV) : Hooker
- 1971 : Le Dernier Train pour Frisco (One More Train to Rob) : Big Nellie
- 1971 : Willard : Alice Rickles
- 1971 : Columbo : Plein Cadre (Suitable for Framing) (série télévisée) : Mitilda
- 1971 : Amnésie totale (Dead Men Tell No Tales) (TV) : Polly Grant
- 1975 : Matt Helm (TV) : The saleslady
- 1975 : Adieu ma jolie (Farewell, My Lovely) : Woman in ballroom
- 1976 : Flash and the Firecat (en) : Rose
- 1977 : The Feather and Father Gang (série télévisée) : Margo
- 1977 : Never Con a Killer (TV) : Margo
- 1981 : Child Bride of Short Creek (TV) : Isaac's mother
- 1981 : Victor la gaffe (Buddy Buddy) de Billy Wilder : la réceptionniste
- 1982 : Kiss My Grits : Wanda
- 1984 : Haut les flingues ! (City Heat) : Peggy Barker